# Flirtea ventricosa
Flirtea ventricosa is een hooiwagen uit de familie Cosmetidae.